# Hiério de Gaza
Hiério (em latim: Hierius) foi um gramático latino bizantino do século V/VI que exerceu função em Gaza, no Oriente. Visitou Dafne, próximo de Antioquia, como seus companheiros também gramáticos Alípio e Estêvão. Talvez pode ser identificado com o destinatário de Dionísio de Antioquia.